# آق کلیسا
آق کلیسا (به لاتین: Ağkilsə) یک منطقه مسکونی در جمهوری آذربایجان است که در شهرستان بالاکن واقع شده‌است.